# Geranomyia unispinifera
Geranomyia unispinifera är en tvåvingeart som först beskrevs av Alexander 1938.  Geranomyia unispinifera ingår i släktet Geranomyia och familjen småharkrankar. Inga underarter finns listade i Catalogue of Life.